# 湖滨四季别墅
苏州湖滨四季别墅（英語：Lake Genève）位于苏州工业园区双湖板块（金鸡湖南岸金鸡湖大道888号），为香港新鸿基集团开发，建筑面积逾88,800m2，绿化率逾60%，建筑密度少於30%。北临金鸡湖及苏州四季酒店，南临金鸡湖高尔夫球场。總共兴建有241套纯独栋别墅，分為两期开发。